# Samalil
Samalil (arab. سمعليل) – miejscowość w Syrii, w muhafazie Hims. W 2004 roku liczyła 1017 mieszkańców.